# Marco Storari
Marco Storari (Pisa, 7 de gener del 1977) és un exfutbolista professional italià que jugava com a porter.

## Carrera

### Els inicis
Creix esportivament en Ladispoli, on va guanyar el campionat 1990 / 1991, es trasllada a Perusa i posteriorment a Montevarchi en la temporada 1997 / 1998. La temporada següent és adquirit per Ancona, contribuint a la promoció de l'equip en la Serie B durant la temporada 1999 / 2000. Alguns clubs s'interessen en el porter, però un greu accident sembla comprometre inicialment la carrera de Storari. Llavors és adquirit pel S.S.C. Napoli, però no obstant això aquí no demostra totes les seves qualitats.

### AlMessina
Cedit al Messina, conquista la promoció en la Serie A durant el període 2003/2004.

### AC Milan
El 17 de gener de 2007, durant el període de sessions d'hivern del futbol, és contractat per l'AC Milan, amb qui signarà un contracte vàlid fins a juny de 2010. El 12 d'agost de 2007 és cedit en préstec del Milà per a l'equip valencià Llevant UE. La seva aventura en València, a causa de la crisi econòmica de Llevant, dura només 6 mesos. El 9 de gener de 2008, de fet, torna a Itàlia, cedit pel milà al Cagliari Calcio.
Storari va signar un contracte de cessió per l'ACF Fiorentina el juliol del 2008.

### Club

#### Competicions Internacionals
- Lliga de Campions amb l'AC Milan (temporada 2006/2007)